# Finarfin
Finarfin je izmišljen lik iz Tolkienove mitologije, serije knjig o Srednjem svetu britanskega pisatelja J. R. R. Tolkiena.
Je globoki vilin, tretji in najmlajši sin (hkrati otrok) Finwëja in njegove žene Indis. Njegov polbrat je bil Fëanor in brat Fingolfin. Njegovi sestri sta Findis in Irimë. 
Poročil se je z Eärwen, s katero sta imela štiri otroke: Finrod Felagund, Angrod, Aegnor in Galadriel.